# Nyani
Pour plus de détails, voir Fiche technique et Distribution.
Nyani est un film documentaire malien réalisé en 2006.

## Synopsis
Maimouna est à l’hôpital depuis trois ans, pour des complications de santé à la suite de son excision. Elle pense que sa maladie est due au mauvais œil que quelqu'un lui aurait jeté pour ne pas avoir accepté, durant la cérémonie, le mari qu’on lui avait destiné.

## Fiche technique
- Réalisation : Amadou Kassé Thera
- Production : Amadou Kassé Thera
- Image : Abdourahamane Somé
- Son : Yiriyé Sabou
- Musique : Batourou Sékpou Kouyaté, Terrivoir du Mali
- Montage : Brahim Touré
- Interprètes : Mamadi Diakité, Yacouba Ballo, Maïmouna Diarra, Astan Mariko